# 雄琴温泉駅
雄琴温泉駅（おごとおんせんえき）は、かつて滋賀県大津市雄琴にあった江若鉄道の駅（廃駅）。
関西の奥座敷と称される温泉街、雄琴温泉の最寄り駅だった。

## 歴史
当駅は1923年（大正12年）4月、江若鉄道の叡山駅から雄琴駅までの区間が開通したのに合わせて雄琴駅（おごとえき）として開業した。同年12月には雄琴から先、堅田駅までの区間も開通する。当時の雄琴（滋賀郡雄琴村）は農業と漁業を営む村であったが、翌24年ごろから雄琴温泉の開発が始まると、江若鉄道の開通も手伝って保養地へと変貌。戦前に発行された江若鉄道の観光案内図では雄琴が温泉地として紹介されていて、当地が早くから観光地として整備されていたことが窺える。
駅名が雄琴温泉駅に改称されたのは戦後。このころの雄琴は大津市への合併（1951年）を機に行われた新しい源泉の掘削事業が成功し、温泉旅館が新規開業するなど温泉街として発展を遂げていた。
江若鉄道は1969年（昭和44年）10月31日をもって営業を終了し、当駅も翌11月1日に廃止された。江若鉄道の廃線後に開業した湖西線にも「雄琴駅」が設けられた（2008年（平成20年）におごと温泉駅に改称）が、その位置は温泉街の中にあった当駅よりも山側に離れている。

### 年表
- 1923年（大正12年）
  - 4月1日：江若鉄道が叡山駅から当駅まで延伸開業し、雄琴駅として開業[2][9]。
  - 12月1日：当駅から堅田駅まで延伸開業[2][10]。
- 時期不詳（戦後）[11]：駅名を雄琴温泉駅に改称[1]。
- 1969年（昭和44年）11月1日：駅廃止[2]。

## 駅構造
雄琴駅は旅客と貨物の双方を扱うことができた一般駅。列車交換が可能な停車場でもあり、2本の線路の間にホームが1面配されていた（島式ホーム）。このほか駅舎側にもホーム（貨物ホーム）があった。
駅舎は線路の西側（堅田方面に向かって左手）に存在し、西近江路に面して駅前広場があった。
駅に設置された駅名標では、廃止された1969年においても歴史的仮名遣に則り「をごとおんせん」と表記されていた。
| ← 浜大津 方面 | 雄琴温泉駅 配線略図 | → 近江今津 方面 |
| 凡例 出典:    |                     |                 |

## 利用状況
開業から数年間の年間乗降客数・貨物取扱量の状況は以下の通り。
| 年間の旅客および貨物の取扱量 | 年間の旅客および貨物の取扱量 | 年間の旅客および貨物の取扱量 | 年間の旅客および貨物の取扱量 | 年間の旅客および貨物の取扱量 | 年間の旅客および貨物の取扱量 |
| 年                           | 旅客                         | 旅客                         | 貨物                         | 貨物                         | 出典                         |
| 年                           | 乗車                         | 降車                         | 発送                         | 到着                         | 出典                         |
| ---------------------------- | ---------------------------- | ---------------------------- | ---------------------------- | ---------------------------- | ---------------------------- |
| 1923年                       | 37,312人                     | 35,572人                     | 176トン                      | 202トン                      | [ 18 ]                       |
| 1924年                       | 52,212人                     | 56,561人                     | 72トン                       | 62トン                       | [ 19 ]                       |
| 1931年                       | 54,800人                     | 54,171人                     | 334トン                      | 209トン                      | [ 20 ]                       |
| 1934年                       | 48,812人                     | 47,700人                     | 389トン                      | 323トン                      | [ 21 ]                       |
| 1935年                       | 52,052人                     | 49,451人                     | 220トン                      | 256トン                      | [ 22 ]                       |
| 1936年                       | 52,942人                     | 50,236人                     | 209トン                      | 349トン                      | [ 23 ]                       |

## 駅周辺
駅は雄琴温泉の温泉街の中にあった。跡地には大津市役所雄琴市民センターやコンビニエンスストアが建てられている。当駅付近の線路跡については並走する国道161号（現在の滋賀県道558号高島大津線）の拡幅に利用されたが、駅の北方、衣川一丁目付近で国道（後に県道へ変更）から西へ分かれて山側に伸びる。その先、天神川の手前には未舗装のまま築堤が残されていて、江若鉄道が営業していた当時の状態を強く留めている。
なお、江若鉄道廃線後に開通した湖西線は雄琴の温泉街を通らず、トンネルを利用し山側を抜けている。これは地形や地質の問題に加えて、温泉街の旅館が騒音や景観問題の点から路線の新設に難色を示したことによる。

## 隣の駅
江若鉄道
江若鉄道線
日吉駅 - 雄琴温泉駅 - 堅田駅